# 4315 Pronik
4315 Pronik је астероид главног астероидног појаса са пречником од приближно 19,43 .
Афел астероида је на удаљености од 3,853 астрономских јединица (АЈ) од Сунца, а перихел на 2,101 АЈ.
Ексцентрицитет орбите износи 0,294, инклинација (нагиб) орбите у односу на раван еклиптике 16,680 степени, а орбитални период износи 1876,756 дана (5,138 година).
Апсолутна магнитуда астероида је 12,40 а геометријски албедо 0,051.
Астероид је откривен 24. септембра 1979. године.